# Mitgliedsbeitrag
Der Mitgliedsbeitrag ist ein Beitrag in Geld, der zum Erwerb oder zur Aufrechterhaltung der Mitgliedschaft in einer Körperschaft des öffentlichen Rechts, einer Partei, eines Verbandes oder eines Vereins dient.

## Allgemeines
Erhoben wird der Mitgliedsbeitrag von Mitgliedern aufgrund einer öffentlich-rechtlichen Satzung (Körperschaften, Verbände), privatrechtlichen Satzung (Parteien, Vereine) oder eines sonstigen Gesellschaftsvertrages. Der Mitgliedsbeitrag dient der Selbstfinanzierung dieser Gesellschaftsformen (beitragsfinanzierte Gesellschaften). Der Mitgliedsbeitrag stellt neben sonstigen Zuwendungen wie etwa Spenden oder Subventionen in der Regel die Haupteinnahmequelle dar. Vor allem bei Körperschaften wird der Beitrag in Form der Umlage erhoben. Von der Verpflichtung zur Zahlung eines Mitgliedsbeitrages kann das Mitglied nur unter besonderen Umständen befreit werden, die ebenfalls in den Satzungen zu regeln sind. Dazu zählt etwa die Verleihung der Ehrenmitgliedschaft.

## Arten
Voraussetzung für die Beitragspflicht ist die Mitgliedschaft, also das Rechtsverhältnis der Mitglieder zu einer Personenvereinigung. Dieses Rechtsverhältnis entsteht durch (schriftliche) Beitrittserklärung und Zulassung des Beitritts durch die Personenvereinigung (vgl. § 15 GenG). Es handelt sich um einen Aufnahmevertrag. Sie ist verbunden mit bestimmten Rechten, zum Beispiel der Teilnahme an eigens für Mitglieder geplanten Tätigkeiten, aber auch mit Pflichten, etwa der Entrichtung von festgesetzten Mitgliedsbeiträgen.
Mitgliedschaften bestehen vor allem in folgenden Bereichen:
- Berufsständische Körperschaften:[3]
  - Gewerbetreibende: Industrie- und Handelskammer (in Österreich Wirtschaftskammer) gemäß § 2 Abs. 1 IHKG.
  - Handwerksbetriebe sind gemäß § 90 Abs. 2 HandwO Mitglied der Handwerkskammer.
  - Freie Berufe: Apothekerkammer, Architektenkammer, Ärztekammer, Landwirtschaftskammer, Notarkammer, Patentanwaltskammer, Rechtsanwaltskammer, Steuerberaterkammer u. ä. Die Berufsangehörigen sind hier Pflichtmitglieder.
  - Arbeitnehmerkammern in Bremen und im Saarland.
- Die berufsständische Versorgung wird durch Versorgungskassen der Ärzte, Apotheker, Anwälte, Künstler usw. sichergestellt (etwa Bayerische Ärzteversorgung).
- Deichverbände: Verbandsmitglieder können unter anderem gemäß § 4 Abs. 1 WVG die jeweiligen Eigentümer von Grundstücken und Anlagen, jeweilige Erbbauberechtigte sowie Inhaber von Bergwerkseigentum (dingliche Verbandsmitglieder) sein.
- Einlagensicherung:
  - Voraussetzung für das Betreiben des Bankgeschäftes ist die Pflichtmitgliedschaft des Kreditinstituts in einer Einrichtung der Einlagensicherung (§ 23a Abs. 1 KWG).
  - Für Versicherungsunternehmen (Lebensversicherung, Krankenversicherung, Sachversicherung) ist gemäß § 221 Abs. 1  VAG die Mitgliedschaft in einem Sicherungsfonds Pflicht.
- Gebietskörperschaften (Bund, Länder, Gemeinden) haben Pflichtmitglieder gemäß Gemeindeordnung, und zwar die Einwohner mit Wohnsitz im Gebiet (§ 21 Abs. 1 GemO NRW).[4]
- Genossenschaften: Die Pflichtmitgliedschaft im Prüfungsverband (§ 54 GenG) ist Voraussetzung für die Eintragung ins Genossenschaftsregister (§ 11 Abs. 2 Nr. 3 GenG).
- Die Eigentümer von Feldern und Wäldern, die zusammen weniger als 75 ha ausmachen und einem gemeinschaftlichen Jagdbezirk angehören, bilden eine Jagdgenossenschaft (§ 9 BJagdG).[5]
- Organmitglieder sind im Organisationsrecht natürliche Personen, welche die von der Rechtsordnung vorgesehenen Aufgaben eines Organs von juristischen Personen oder Personenvereinigungen wahrnehmen oder ausüben.
- Pflichtversicherungen sind Versicherungssysteme mit gesetzlicher Zwangsmitgliedschaft wie bei Sozialversicherung und Berufsgenossenschaft. Die Sozialversicherung umfasst Personen, die kraft Gesetzes oder Satzung (Versicherungspflicht) oder auf Grund freiwilligen Beitritts oder freiwilliger Fortsetzung der Versicherung (Versicherungsberechtigung) versichert sind (§ 2 Abs. 1 SGB IV). Der Gesetzgeber darf durch die Anordnung von Zwangsmitgliedschaft und Beitragspflichten in einem öffentlich-rechtlichen Verband der Sozialversicherung die allgemeine Betätigungsfreiheit des Einzelnen durch Einschränkung ihrer wirtschaftlichen Voraussetzungen nicht unerheblich einengen.[6] Bei der Berufsgenossenschaft sind die Beschäftigten pflichtversichert (§ 2 Abs. 1 SGB VII).
- Politische Parteien haben Parteimitglieder, deren Aufnahme und Austritt sowie Rechte und Pflichten durch eine Satzung geregelt sein müssen (§ 6 Abs. 2 PartG).
- verfasste Studentenschaften (in Österreich: Hochschülerschaft) sind außer in Bayern, Baden-Württemberg und Sachsen-Anhalt Zwangskörperschaften, die an die Immatrikulation anknüpfen.[7]
- Vereine haben gemäß § 31a Abs. 1 BGB Vereinsmitglieder, deren Mitgliedschaft nach § 38 BGB weder übertragbar noch vererblich ist. Erforderlich sind nach § 56 BGB mindestens sieben Mitglieder. Der Deutsche Olympische Sportbund ist mit rund 27 Millionen Mitgliedern die größte Personenvereinigung Deutschlands.
- Versorgungskassen bestehen aus Pflichtmitgliedern für die Beamtenversorgung.

Körperschaftlich organisierte Organisationen erheben Umlagen, die übrigen Organisationen legen eine Beitragspflicht in ihren Satzungen fest oder sind kostenlos (Organmitglieder). Bei privatrechtlichen Gesellschaften gibt es keine Mitglieder, sondern Gesellschafter oder Aktionäre.

## Rechtsfragen
Körperschaften des öffentlichen Rechts haben stets Pflichtmitglieder mit akzessorischer Beitragspflicht. Beispielsweise bilden die Notare, die in einem Oberlandesgerichtsbezirk bestellt sind, gemäß § 65 Abs. 1 BNotO eine Notarkammer, einer Körperschaft des öffentlichen Rechts (§ 66 Abs. 1 BNotO). Sie erhebt nach § 73 Abs. 1 BNotO von den Notaren Beiträge, soweit dies zur Erfüllung ihrer Aufgaben erforderlich ist. Es stellte sich hierbei die Rechtsfrage, ob Pflichtbeiträge dieser Art verfassungskonform sind.
Das ist im Falle der Industrie- und Handelskammern geklärt. Zu ihnen gehören gemäß § 2 Abs. 1 IHKG natürliche Personen, Handelsgesellschaften, andere Personenmehrheiten und juristische Personen des privaten und des öffentlichen Rechts, welche im Bezirk der Industrie- und Handelskammer eine Betriebsstätte unterhalten (Kammerzugehörige) und zur Gewerbesteuer veranlagt sind. Rechtsgrundlage für die Erhebung der Mitgliedsbeiträge ist § 3 Abs. 3 IHKG in Verbindung mit der nach § 3 Abs. 2 Satz 1 IHKG zu erlassenden Beitragsordnung. Sie wird nach § 4 Abs. 1 Satz 2 Nr. 2 IHKG von der Vollversammlung beschlossen und bedarf der Genehmigung durch die Aufsichtsbehörde nach § 11 Abs. 2 Nr. 3 IHKG. Eine gewerbesteuerpflichtige GmbH hatte sich gegen ihre Beitragspflicht gewehrt, weil sie hierin einen Verstoß gegen die in Art. 2 Abs. 1 GG grundrechtlich geschützte Freiheit und gegen das Demokratieprinzip (Art. 20 Abs. 1 und 2 GG) sah. Das Bundesverfassungsgericht (BVerfG) hält die Beitragspflicht nach § 3 Abs. 2 und 3 IHKG für gerechtfertigt, weil die zugrunde liegende Pflichtmitgliedschaft in den Industrie- und Handelskammern nach § 2 Abs. 1 IHKG auf einer legitimen Zwecksetzung beruhe. Die Kammern erfüllen „legitime öffentliche Aufgaben“; die mit der Beitragspflicht nach § 3 Abs. 2 und 3 IHKG sowie der Mitgliedschaft in der Industrie- und Handelskammer nach § 2 Abs. 1 IHKG verbundenen Eingriffe in die Handlungsfreiheit der Gewerbetreibenden sind verhältnismäßig. Das Urteil des BVerfG gilt entsprechend auch für alle übrigen Körperschaften des öffentlichen Rechts.